# 根本俊太郎
根本 俊太郎（ねもと しゅんたろう、1965年 - ）は、東京都出身のフジテレビジョンスポーツ局所属のチーフディレクター。祖父は元日本陸軍の根本博中将。父は電通元常務の根本軍四郎。慶應義塾高等学校、慶應義塾大学卒。

## 経歴
学生時代は慶應義塾で高校・中学などの野球部で指導者経験を持つ。その教え子は各界で活躍している。1993年にフジテレビジョンへ入社。フジテレビ入社後はスポーツ局に配属され、学生時代から培った野球界への広い人脈を活かし「プロ野球ニュース」の球団担当として活躍。
根本陸夫、原辰徳、清原和博などとの交遊がある。西武ライオンズや読売ジャイアンツ担当を歴任。
「プロ野球ニュース」黄金期のディレクターとして多彩な角度からの野球取材を元に作る通好みな手法が評判だった。
フジテレビスポーツ部の一時代を築いたディレクターの大槻文人、太田光史は共に慶應義塾高校野球部の直属の後輩にあたり、
「塾高野球部トリオ」のリーダーとしても後輩を育成し、プロ野球ニュース黄金期を支えた。
また長嶋一茂やデーブ大久保をプロ野球ニュースに起用し、スポーツ番組のバラエティー化にも挑戦。
野球中継では神宮球場の場内演出を手掛けた。ヒップホップのジブラや磯山さやかを起用した独特の演出手法は業界でも話題を呼んだ。
その一方で、情報番組のスポーツコーナーなども経験しながら、F1中継も手掛ける。1990年代のフジテレビF1全盛期のディレクターとしても手腕を発揮した。マニアックでコアなストーリー性を好む演出手法で現在もF1ブームアップを手掛けている。2007年に話題となった木村拓哉とトヨタF1のコラボレーションの仕掛け人。2008年からはプロデューサー兼チーフディレクター。2008年の人事異動で営業局に異動した。

## 担当番組
- プロ野球関連
  - プロ野球ニュース
  - グレードA
  - すぽると!
  - プロ野球中継
- バレーボール関連
  - ワールドカップバレーボール
- F1関連
  - F1グランプリ
  - もたすぽ
- 情報番組関連
  - スーパーナイトなど情報番組